# Milena Nikolić
Milena Nikolić (Trebigne, 6 luglio 1992) è una calciatrice bosniaca, attaccante del Basilea e della nazionale bosniaca.

## Carriera

### Club
Nikolić ha iniziato la sua carriera al Leotar dove in sei anni ha attraversato tutte le giovanili. All'inizio della stagione 2009/2010 ha lasciato la Bosnia per trasferirsi nella squadra montenegrina
Ekonomist. L'anno dopo è passata al Ženski Fudbal Klub Mašinac Niš. Nella stagione 2013/2014 si è trasferita ai rivali dello Spartak Subotica, con cui ha debuttato in Super League. Nella stessa stagione è stata, con undici gol, capocannoniere della UEFA Women's Champions League. Il 20 luglio 2016 è stata ingaggiata dal club tedesco del Sand.

## Palmarès

### Club
- Campionato serbo: 2

Spartak Subotica: 2013-2014, 2014-2015
- Coppa di Serbia femminile: 2

Spartak Subotica: 2013-2014, 2014-2015